# Albrecht von Herzeele
Otto Philipp Albrecht Freiherr von Herzeele (* 23. Juni 1821 wohl auf Gut Vietgest, Landkreis Rostock; † nach 2. Mai 1884 wohl in Stettin) war ein deutscher Naturwissenschaftler.

## Leben
Albrecht von Herzeele entstammte der ursprünglich wohl aus Köln stammenden und in Antwerpen ansässig gewordenen Familie Van Herzeele. Sein Vater war der Oberst Cornelius Freiherr von Herzeele († 1829 in Reinshagen), Erb- und Gerichtsherr auf den Gütern Vietgest (seit 1819), Nienhagen und Reinshagen (alle drei heute Ortsteile von Lalendorf) sowie Schwiggerow (heute Ortsteil von Hoppenrade), alle im Landkreis Rostock. Seine Mutter war dessen Ehefrau Therese von Lindenau; er hatte zwei ältere Brüder.
Albrecht von Herzeele studierte von 1841 bis 1842 Medizin an der Universität Genf und von 1843 bis 1846 an der Humboldt-Universität zu Berlin. Im Jahr 1849 veröffentlichte er in Berlin sein Schauspiel Marquis Pombal. Später lebte und wirkte er in Hannover.
Herzeele machte von 1875 bis 1883 mehrere Hundert Versuche, die ihn von der Möglichkeit biologischer Transmutationen überzeugten. Im Jahr 1876 veröffentlichte er eine kleine, acht Seiten umfassende Schrift Einige Thatsachen aus denen die Entstehung der unorganischen Stoffe abgeleitet werden kann. Von ihm stammt der Satz: „Nicht der Boden bringt die Pflanze hervor, sondern die Pflanze den Boden.“
Zum Zeitpunkt der Heirat ihrer Tochter Katharina Therese Elisabeth am 2. Mai 1884 wohnten Baron Herzeele und seine zweite Ehefrau Henriette Marie Elisabeth geb. Reisel-Kühn in Stettin. Das beim Brooman and Baker Family Tree angegebene Sterbedatum 15. Juli 1890 ist ungesichert.

## Nachleben
Rudolf Hauschka knüpfte an Herzeele an und gab unter anderem im Anhang seiner eigenen Schrift Substanzlehre mehrere Schriften Herzeeles im originalen Wortlaut wieder, so auch die Schrift Einige Thatsachen aus denen die Entstehung der unorganischen Stoffe abgeleitet werden kann.